# Deutung
|  | Dieser Artikel wurde in der Qualitätssicherung Philosophie eingetragen. Artikel, die sich als nicht relevant genug herausstellen oder mittelfristig kein hinreichend akzeptables Niveau erreichen, können schließlich auch zur Löschung vorgeschlagen werden. Bitte hilf mit, die inhaltlichen Mängel dieses Artikels zu beseitigen, und beteilige dich bitte an der Diskussion! Bitte entferne diesen Hinweis nicht ohne Absprache! |

Deutung bezeichnet den Prozess des Erkennens oder Konstruierens einer Bedeutung. Dabei ist es unerheblich, ob es sich um einen tatsächlichen oder vermeintlichen Erkenntnisprozess handelt.
Beispiele: Deutung einer sprachlichen, lautativen, mimischen oder gestischen Botschaft, von Schrift oder anderen Symbolen und Faktoren (z. B. bei der Wettervorhersage).
Der Begriff Deutung wird auch in folgenden Zusammenhängen benutzt: 
1. Deutung eines Gegenstandes, um die Zukunft oder den Charakter einer Person vorherzusagen: Wahrsagung, Orakel, Tarot, Physiognomik (Deutung des Gesichts), Chiromantie (Deutung der Hand), Metoposkopie (Deutung der Stirn), Hieroskopie
2. Erklärung des Sinnzusammenhangs eines Ereignisses im religiösen oder philosophischen Sinne – siehe Teleologie
3. In der Psychotherapie und hier v. a. in der Psychoanalyse das Erhellen der latenten Bedeutung eines unbewussten Materials,[1] also auch Aufdeckung der latenten Bedeutung von Widerständen, Übertragungsreaktionen, Fehlleistungen, Träumen sowie allgemein, der Worte und Verhaltensweisen des Analysanden während der psychoanalytischen Behandlung – siehe Deutung (Psychoanalyse)
4. Verstehende Erläuterung eines Kunstwerkes oder Textes – siehe Interpretation bzw. Textinterpretation
5. Wahrnehmungsmuster in der Wissenssoziologie – siehe Deutungsmuster
6. In der Psychologischen Diagnostik als Prinzip der Interpretation projektiver Tests
7. Deutung im Sinne des Verstehens auch außerhalb der philologisch-historischen Wissenschaften, siehe Zf. 4, wie z. B. Verstehende Psychologie, Hermeneutik i. w. S., Semantik, Sinn (Semantik), Zweck, Teleologie oder Sinn des Lebens